# Randstad Digital Germany
Die Randstad Digital Germany, frühere Namen Pentasys und AUSY Technologies Germany, ist ein deutscher IT-Dienstleister mit Hauptsitz in München. Das Unternehmen gehört zur niederländischen Randstad Holding.

## Geschichte

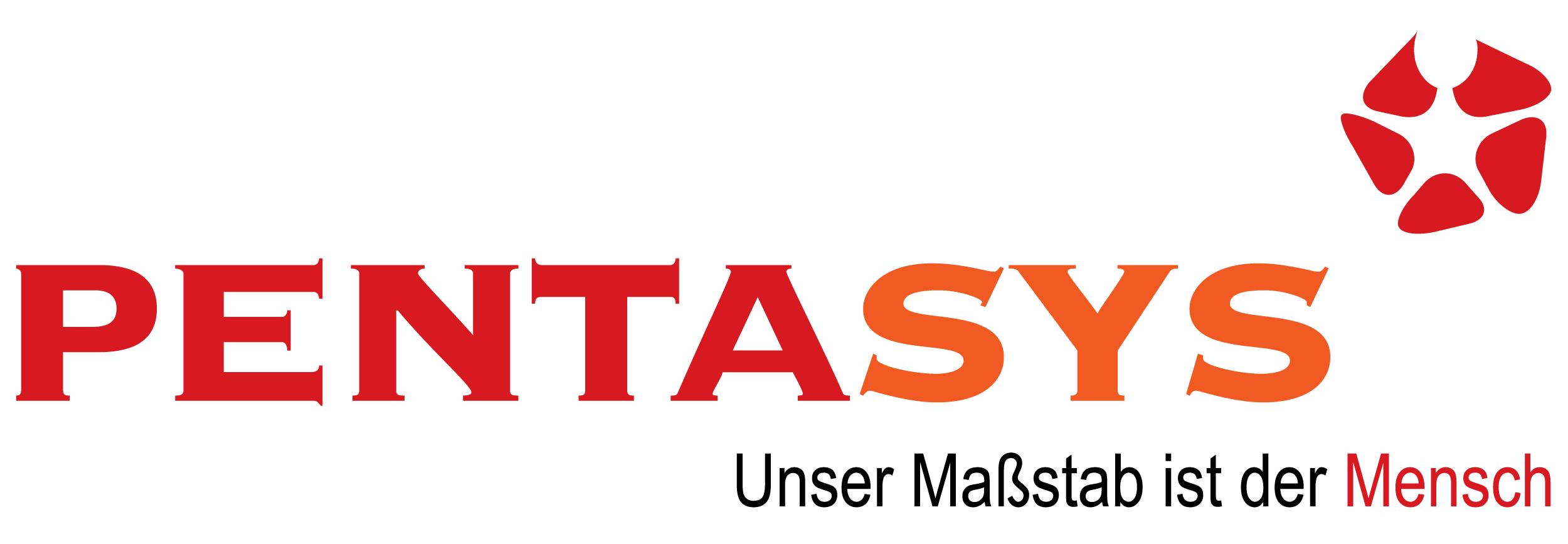
Logo der ehemaligen Pentasys AG

Im Jahr 1995 wurde in Penzberg bei München unter der Führung von Franz Wenzel das Unternehmen Pentacon GmbH gegründet. Es zog 1997 nach München um und wurde zwei Jahre später in Pentasys GmbH umbenannt. Eine weitere Geschäftsstelle wurde 2005 in Frankfurt am Main eröffnet. Der Umsatz in diesem Jahr überstieg erstmals 10 Millionen Euro. Zwei Jahre später wurde die Rechtsform des Unternehmens in eine Aktiengesellschaft geändert.
Die Vorsitzenden Franz Wenzel und Uwe Koch verkauften 2014 das Unternehmen an die Ausy-Gruppe mit Sitz in Paris. Im folgenden Jahr wurde die Vision iT Media GmbH aus Stuttgart übernommen, 2018 die Münchener eSolve AG, die beide in der Automobilindustrie aktiv waren. Der Umsatz in diesem Jahr lag bei über 100 Millionen Euro.
Im Jahr 2020 wurde das Unternehmen in Ausy Technologies Germany AG umbenannt. Die Ausy-Gruppe mit über 7000 Mitarbeitern wurde 2017 von Randstad erworben. Im August 2023 erfolgte die Umbenennung in Randstad Digital.

## Standorte
Der Hauptsitz des Unternehmens ist in München. Weitere Niederlassungen gibt es in Düsseldorf, Eschborn, Hamburg, Nürnberg und Stuttgart. In der Schweiz gibt es eine Geschäftsstelle in Genf. (Stand: November 2024)